# 紅塵百劫
《紅塵百劫》（又译《石榴色》）是一部1969年的蘇聯電影，由沙基·帕拉賈諾夫導演，1982年被法國電影雜誌《電影筆記》選為十大影片之一，英國雜誌《Time Out》將其列為百大影片之一。這是一部關於亞美尼亞詩人薩雅·諾瓦的詩意式傳記片。

## 角色
- 蘇菲蔻·芝奧雷妮（英语：Sofiko Chiaureli） 飾 青年詩人 / 詩人的愛人 / 詩人的繆思 / 復活天使
- Melkon Aleksanyan 飾 幼年詩人
- 衞倫·蓋士揚（英语：Vilen Galstyan） 飾 修道院裡的詩人
- Giorgi Gegechkori 飾 老年詩人
- Spartak Bagashvili 飾 詩人之父
- Medea Djaparidze 飾 詩人之母
- Onik Minasyan 飾 王子

## 取景
電影於亞美尼亞國內的多處歷史古蹟取景攝製，包括薩那欣修道院、哈格帕特修道院、阿德維的聖約翰教堂和愛珂塔臘修道院。於喬治亞境內則有阿臘維蒂修道院、環繞大卫·加列加修道院的鄉村區域以及泰拉維附近的Dzveli Shuamta修院群。於亞塞拜然境內包含巴庫古城區和臘丹然堡壘。

## 參看
- 《遠祖的陰影》
- 《蘇南堡傳奇》
- 《歷劫鴛鴦》

## 外部連結
- 互联网电影数据库（IMDb）上《紅塵百劫》的资料（英文）
- 爛番茄上《紅塵百劫》的資料（英文）
- 收藏的影片《紅塵百劫》[更多内容] (english subtitles)
- The Color of Pomegranates at Reverse Shot Online （页面存档备份，存于）
- YouTube上的《紅塵百劫》 預告片
- HKIFF上《紅塵百劫》的頁面 （繁體中文）
- 香港外語電影資料網上《紅塵百刦 （页面存档备份，存于）》的資料 （繁體中文）